# Saida Amoudi
Saida Amoudi est une athlète paralympique marocaine, elle est spécialiste de lancer du poids. 

## Biographie
Saida Amoudi est une athlète handisport marocaine, spécialiste du lancer de poids. Elle est licenciée au club Olympique de Safi (OCS) pour personnes en situation de handicap.

## Carrière
Saida Amoudi remporte sa première médaille aux jeux paralympique de Tokyo en 2020.
Quatre ans plus tard aux Jeux Paralympiques 2024 à Paris, nouvelle médaille de bronze pour Saida Amoudi au lancer du poids F34.
Elle a également remporté plusieurs titres internationaux :
- Grand Prix de Tunis 2021 de para-athlétisme (médaille d'or).
- Grand Prix international de para-athlétisme Fazza à Dubaï (deux médailles d'or).
- Championnat du Monde de para-athlétisme 2023 à Paris (médaille d'or au lancer du poids F34).

## Palmarès
| Date | Compétition       | Lieu  | Résultat | Épreuve         | Points |
| ---- | ----------------- | ----- | -------- | --------------- | ------ |
| 2020 | Jeux Paralympique | Tokyo | 3e       | lancer de poids |        |
| 2024 | Jeux Paralympique | Paris | 3e       | lancer de poids |        |